# Division Nationale 2021-22
La División Nationale 2021-22 (Nationaldivisioun en luxemburgués) fue la 108.ª temporada de la División Nacional de Luxemburgo. La temporada comenzó el 7 de agosto de 2021 y finalizó el 22 de mayo de 2022

## Ascensos y descensos
Ningún equipo fue relegado al final de la temporada pasada. Tampoco hubo ascensos
| Pos.    | de Division Nationale 2020-21 |
| ------- | ----------------------------- |
| No hubo |                               |

| Pos.    | de Segunda División 2020-21 |
| ------- | --------------------------- |
| No hubo |                             |

## Sistema de competición
Los 16 equipos participantes jugarán entre sí todos contra todos dos veces totalizando 30 partidos cada uno. Al final de la temporada el primer clasificado obtendrá un cupo para la Primera ronda de la Liga de Campeones 2022-23. El segundo y tercer clasificado obtendrán un cupo a la Primera ronda de la Liga de Conferencia Europa 2022-23. Los últimos dos clasificados descenderán a la División de Honor 2021-22, mientras que el decimocuarto y decimotercer clasificado jugarán  el play-off de relegación contra el tercer y cuarto clasificado de la División de Honor 2021-22.
Un tercer cupo para la Liga de Conferencia Europa 2022-23 será asignado al campeón de la Copa de Luxemburgo.

## Equipos participantes
| Equipo              | Ciudad       | Estadio                     | Capacidad |
| ------------------- | ------------ | --------------------------- | --------- |
| Differdange 03      | Differdange  | Stade du Thillenberg        | 6.000     |
| Etzella Ettelbruck  | Ettelbruck   | Stade Am Deich              | 2.020     |
| F91 Dudelange       | Dudelange    | Jos Nosbaum                 | 4.650     |
| Fola Esch           | Esch Alzette | Emile Mayrisch              | 3.900     |
| Hamm Benfica        | Hamm         | Luxembourg-Cents            | 2.800     |
| Hostert             | Hostert      | Stade Jos Becker            | 1.500     |
| Jeunesse d'Esch     | Esch Alzette | La Frontière                | 4.200     |
| Mondorf-les-Bains   | Mondorf      | Stade John Grün             | 3.600     |
| Union Titus Pétange | Pétange      | Stade Municipal             | 2.400     |
| Progrès Niedercorn  | Differdange  | Jos Haupert                 | 2.800     |
| Racing Union        | Luxemburgo   | Stade Achille Hammerel      | 5.814     |
| Rodange 91          | Rodange      | Stade Joseph Philippart     | 3.400     |
| Strassen            | Strassen     | Complexe Sportif Jean Wirtz | 1.500     |
| Swift Hesperange    | Hesperange   | Stade Alphonse Theis        | 4.100     |
| Victoria Rosport    | Rosport      | VictoriArena                | 1.000     |
| Wiltz 71            | Wiltz        | Stade Géitz                 | 1.100     |

## Tabla de posiciones
| Pos. | Equipo              | Pts. | PJ | G  | E | P  | GF | GC  | Dif. | Clasificación o descenso                                          |
| ---- | ------------------- | ---- | -- | -- | - | -- | -- | --- | ---- | ----------------------------------------------------------------- |
| 1    | F91 Dudelange (C)   | 67   | 30 | 21 | 4 | 5  | 78 | 27  | +51  | Primera fase clasificatoria de la Liga de Campeones 2022-23       |
| 2    | Differdange 03      | 62   | 30 | 19 | 5 | 6  | 58 | 28  | +30  | Primera fase clasificatoria de la Liga Europa Conferencia 2022-23 |
| 3    | Fola Esch           | 62   | 30 | 18 | 8 | 4  | 64 | 37  | +27  | Primera fase clasificatoria de la Liga Europa Conferencia 2022-23 |
| 4    | Swift Hesperange    | 60   | 30 | 18 | 6 | 6  | 61 | 26  | +35  |                                                                   |
| 5    | Progrès Niederkorn  | 55   | 30 | 16 | 7 | 7  | 68 | 37  | +31  |                                                                   |
| 6    | Strassen            | 51   | 30 | 14 | 9 | 7  | 53 | 36  | +17  |                                                                   |
| 7    | Racing FC           | 49   | 30 | 15 | 4 | 11 | 56 | 48  | +8   |                                                                   |
| 8    | Jeunesse Esch       | 47   | 30 | 14 | 5 | 11 | 44 | 30  | +14  |                                                                   |
| 9    | Mondorf-les-Bains   | 37   | 30 | 10 | 7 | 13 | 38 | 44  | −6   |                                                                   |
| 10   | Etzella Ettelbruck  | 37   | 30 | 12 | 1 | 17 | 45 | 66  | −21  |                                                                   |
| 11   | Union Titus Pétange | 35   | 30 | 10 | 5 | 15 | 40 | 41  | −1   |                                                                   |
| 12   | Victoria Rosport    | 33   | 30 | 8  | 9 | 13 | 45 | 59  | −14  |                                                                   |
| 13   | Wiltz 71            | 31   | 30 | 9  | 4 | 17 | 42 | 53  | −11  | Promoción por la permanencia                                      |
| 14   | Hostert             | 30   | 30 | 8  | 6 | 16 | 42 | 63  | −21  | Promoción por la permanencia                                      |
| 15   | Rodange 91          | 19   | 30 | 6  | 1 | 23 | 23 | 70  | −47  | Desciende a División de Honor 2022-23                             |
| 16   | RM Hamm Benfica     | 4    | 30 | 1  | 1 | 28 | 13 | 105 | −92  | Desciende a División de Honor 2022-23                             |

 Fuente: UEFA, Soccerway